# Michael Hebgen
Michael Hebgen (* 4. April 1950 in Ludwigshafen; † 13. Februar 2019 in Heidelberg) war ein deutscher Mathematiker, Informatiker und Hochschullehrer.

## Leben und beruflicher Werdegang
Michael Hebgen besuchte gemeinsam mit seinem Zwillingsbruder Werner Hebgen (1950-2017) von 1960 bis 1968 das Jesuiteninternat Kolleg St. Blasien.
Nach dem Studium der Mathematik an der Ruprecht-Karls-Universität Heidelberg war er zunächst an der Universität Karlsruhe als Wissenschaftlicher Mitarbeiter des deutschen Internetpioniers Werner Zorn tätig und so an Versenden und Empfang der ersten deutschen Internet-E-Mails beteiligt. 1985 wurde er Abteilungsleiter des Bereiches Kommunikation sowie stellvertretender Leiter des Rechenzentrums der Universität Heidelberg. 2005–06 reorganisierte er als Kommissarischer Direktor das Rechenzentrum mit dem Ziel einer verstärkten Kunden- und Serviceorientierung. Von 2007 bis zu seiner Pensionierung 2013 war er Direktor des Heidelberger Rechenzentrums.
Neben seiner Tätigkeit am Rechenzentrum war Hebgen von 1985 bis 1990 deutscher Direktor des European Academic Research Network (EARN), Generalsekretär des europäischen EARN und Ausschusssprecher im Deutschen Forschungsnetz (DFN)-Vorstand. Von 1992 bis 1997 war er Mitglied der Deutschen Forschungsgemeinschaft (DFG) im Bibliotheks-Unterausschuss für elektronische Datenverarbeitung und Kommunikationstechniken. Gemeinsam mit Wolfgang König und Rainer Zillmann (Universität Frankfurt) konzipierte er das hochmoderne Bibliothekssystem für die Länder Berlin und Brandenburg. Von 1997 bis 2003 gehörte er dem Steuerungsgremium und der Expertengruppe an, welche im kooperativen Bibliotheksverbund Berlin-Brandenburg das Konzept realisierte. Von 1999 bis 2003 baute er im Rahmen eines EU-Projektes zusammen mit der Medizinischen Fakultät der Universität Heidelberg die medizinische Ausbildung der Universität Mostar in Bosnien-Herzegowina auf. 2001 berief ihn die Mostarer Universität als Professor für Medizinische Informatik. 2013 gehörte er zu den maßgeblichen Autoren des Umsetzungskonzepts der Universitäten des Landes Baden-Württemberg für datenintensive Dienste (2013-2014).
Neben seinen zahlreichen Gutachtertätigkeiten für die Deutsche Forschungsgemeinschaft DFG, die Leibniz-Gemeinschaft oder das Bundesministerium für Bildung und Forschung (BMBF) war er auch Mitglied des Forschungsbeirates der Stiftung Wissenschaft und Politik, die den Deutschen Bundestag und die Bundesregierung in Fragen der Außen- und Sicherheitspolitik berät.
Michael Hebgen war verheiratet mit Eva-Maria (Evi) Hebgen; aus der Ehe gingen drei Kinder hervor.

## Veröffentlichungen
- Ein Iterationsverfahren, welches die optimale Intervall-Einschließung des Inversen eines M-Matrixintervalls liefert. Computing 12(2): 107–115 (1974).
- Eine scaling-invariante Pivotsuche für Intervallmatrizen. Computing 12(2): 99–106 (1974).
- Quo vadis EARN? In: PIK – Praxis der Informationsverarbeitung und Kommunikation, 1987 (10, 4) 235–237, ISSN (Online) 1865-8342, ISSN (Print) 0930-5157, DOI:10.1515/piko.1987.10.4.235.
- EARN – Ein Computernetzwerk für Wissenschaft und Forschung in Europa. In: Das Rechenzentrum, Jahrgang 8, Heft 1/1985.
- Internet als Basis für die neue multimediale Welt. In: Bernhard Dorn (Hrsg.): Cyberbeben: Was die multimediale Revolution für Unternehmen und Märkte bedeutet. Wiesbaden 1998. Doi:10.1007/978-3-322-82760-9.
- EARN (European Academic and Research Network) – ein Computernetzwerk für Wissenschaft und Forschung in Europa: Ziele, Stand und Verknüpfungsmöglichkeiten mit anderen Netzen. In: Norbert Meyer, Hans Rainer Friedrich (Hrsg.): Neue Technologien, Hochschule und Wirtschaft. Köln 1985, 130–139.
- (mit Peter Rudolf, Werner Zorn): „NNN – Neueste NetzNachrichten“, Sonderausgabe, IRA-Informatik Rechnerabteilung, Universität Karlsruhe., März 1985.
- (mit B. Dugall, W. König): Empfehlungen zur zukünftigen Struktur der wissenschaftlichen Bibliotheken des Landes Berlin unter Berücksichtigung der wissenschaftlichen Bibliotheken des Landes Brandenburg. Empfehlungen einer Expertengruppe im Auftrag der Senatsverwaltung für Wissenschaft, Forschung und Kultur des Landes Berlin, Januar 1997.